# William Mikelbrencis
William Mikelbrencis, né le 25 février 2004 à Forbach (Moselle), est un footballeur français  qui évolue au poste d'arrière droit au Hambourg SV.

## Carrière en club
Né à Forbach, Lorraine, William Mikelbrencis a commencé à jouer au football à Montbronn, à proximité,, avant de rejoindre l'académie du FC Metz en 2015.
Après avoir effectué ses premiers entraînements avec l'effectif de Ligue 1, Mikelbrencis signe son premier contrat professionnel avec le club messin en avril 2021,. Il commence la saison suivante en jouant avec l'équipe réserve de National 2 marquant son premier but le 6 novembre, contre Sainte-Geneviève.
Après avoir disputé son premier match senior début janvier 2022 - délivrant une passe décisive lors d'une victoire amicale 1-0 à domicile contre le CS Sedan Ardennes - il a fait ses débuts professionnels pour Metz le 9 janvier, en commençant le match de Ligue 1 contre Strasbourg en tant que défenseur droit.
Dans un contexte difficile entre les blessures et les joueurs absents pour la CAN 2021, il fait une première bonne impression malgré la défaite de son équipe 2-0 à domicile (son équipe ne perdait que d'un but lorsqu'il fut remplacé par Pape Ndiaga Yade).
Le 31 août 2022, Mikelbrencis a signé un contrat de quatre ans avec le Hambourg SV en Allemagne.

## Carrière internationale
International junior pour la France depuis qu'il a joué pour les moins de 16 ans en 2019, il a ensuite été sélectionné avec les moins de 17 ans - ne jouant que des matchs amicaux dans un contexte de pandémie de covid, - avant de devenir membre de l'équipe de France des moins de 18 ans en 2021, délivrant sa première passe décisive lors d'une victoire amicale 3-0 à l'extérieur contre l'Italie.